# Diadasina minuta
Diadasina minuta är en biart som först beskrevs av Heinrich Friese 1908.  Diadasina minuta ingår i släktet Diadasina och familjen långtungebin. Inga underarter finns listade i Catalogue of Life.